# Корженевський Владислав Андрійович
Владислав Андрійович Корженевський (нар. 16 січня 2003, Тернопіль, Україна) — український громадський діяч, організатор культурно-соціальних ініціатив, засновник і керівник ряду всеукраїнських проєктів для молоді. Голова Правління ГО "МО "Свідомий вибір", заступник голови Молодіжної ради при Рівненській ОДА.

## Біографія

### Ранні роки та освіта
Народився 16 січня 2003 року в місті Тернопіль. Дитинство та шкільні роки провів у місті Дубно, Рівненська область. Наразі проживає у Львові.
Навчався у Львівському національному університеті ветеринарної медицини та біотехнологій імені С.З. Гжицького за освітньо-професійною програмою «Право». Отримав ступінь бакалавра.

### Творча діяльність
З 2015 року активно займався вокалом, здобувши численні перемоги на конкурсах:
- I місце на Міжнародному фестивалі «Зірки Парижу» (Франція, 2018)
- переможець конкурсів «Юна зірка», «Під небом Рівного», «Калейдоскоп талантів», «Яскраві діти України», «Ми — талановиті» тощо;
- автор пісень, серед яких — «Місце під сонцем»;
- співорганізатор кліпу до 920-річчя Дубна — «Це моє Дубно» .

### Громадська діяльність
- 2017 — голова Дубенської міської ради старшокласників «Лідер»;
- 2017–2020 — голова Рівненської обласної ради старшокласників «Імпульс»;
- 2018–2019 — член Національної дитячої ради при Уповноваженому Президента України з прав дитини;
- 2020 — засновник та голова ГО "МО "Свідомий вибір";
- з 2022 — в.о. Голови Колегії студентів ЛНУВМБ;
- з 2023 — заступник голови Молодіжної ради при Рівненській ОДА;
- з 2023 — член правління Асоціації "Молодих ВПО України".

### Ключові ініціативи та проєкти
- «Golden Dream’s» — конкурс дитячої та юнацької творчості;
- «Школа прогресивного лідера» — освітньо-мотиваційний табір ;
- «Мотиваційна школа» (20.20, 20.21, 20.23);
- журнал-відзнака «Майбутнє в наших дітях»;
- «Молодіжне обличчя Дубна» ;
- участь у самітах, форумах, волонтерських таборах, зокрема: «Сила молоді», «Галицький авангард», «Blahoforum»;
- освітня програма- проєкт «Школа прогресивного лідера»;

## Внесок у волонтерство
З 2020 року Владислав Корженевський організував/співорганізував десятки благодійних заходів, аукціонів, ярмарків. Загалом зібрано понад 1,5 млн грн на потреби ЗСУ, завдяки ініціативам ГО "МО "Свідомий вибір". 

## Нагороди та визнання
- Номінант Премії Верховної Ради України за внесок молоді в розвиток парламентаризму (2023) ;
- Нагороджений численними дипломами та подяками за громадську діяльність, розвиток культури, волонтерську роботу;
- Дипломант міжнародних фестивалів, учасник культурного обміну з Норвегією (2016).

## Особисті якості
Корженевський Владислав відзначається лідерськими здібностями, ініціативністю, відповідальністю, патріотизмом та вмінням надихати інших. Його діяльність поєднує креативність, енергію та стратегічне бачення молодіжної політики.